# Visitante de invierno
Visitante de invierno es una película argentina escrita y dirigida por Sergio Esquenazi que se estrenó en Buenos Aires en marzo de 2008. Es probablemente el film de terror argentino de mayor relevancia de los últimos 30 años, ya que fue el primer film de terror argentino en dos décadas en ser apoyado por el INCAA (Instituto Nacional de Cine y Artes Audiovisuales) y por ende el primer film de terror argentino en estrenarse en el país en 20 años (cine de terror) lo que abrió las puertas a toda una camada de directores y productores del género que hasta ese momento estaban condenados a un circuito under. Está protagonizado por  Santiago Predero,  Sandra Ballesteros, Ana Cuerdo y  Pepe Novoa.  

## Sinopsis
Es la historia de Ariel Lambert, un joven de veinte años, a quien luego de un trastorno psicológico, se le recomienda hacer reposo en un lugar tranquilo y apacible. En pleno invierno se muda con su madre y hermana a un pueblecito veraniego que en dicha época del año se encuentra prácticamente desierto. Allí, poco a poco, Ariel descubrirá que en una casa cercana a la suya (supuestamente desierta) entran niños que no vuelven a salir jamás. ¿Pero esto es verdad o solo parte de la locura de Ariel?

## Reparto
- Santiago Pedrero
- Sandra Ballesteros
- Ana Cuerdo
- Pepe Novoa
- Catalina Artusi
- Jorge Varas
- Diego Alonso Gómez
- Roly Serrano
- Ariel Staltari
- Alfredo Castellani
- Alicia Vidal
- Alejandro El Abed

## Crítica
Ryan Doom (The Joblo Movie Network (USA): Visitante de invierno es un film eficaz, inteligente y magistralmente escrito, que merece ser visto a nivel mundial. Es una llamada de atención al género de horror, ya que demuestra que no hay que dejar de lado la inteligencia para lograr algo atemorizante. (www.joblo.com)
Catalina Adlugi (Canal 13/TN): Una gran idea y una gran realización. Un film valioso. 
Hugo Zapata (Cinesargentinos): Podría hacer una larga lista mencionando películas de terror norteamericanas y al compararlas con Visitante de invierno, la película argentina sale ganando. (www.cinesargentinos.com) 
Ámbito Financiero: Sergio Esquenazi se revela como eficaz director. 
Enrique Martínez (Terrorifilo) (Uruguay): Visitante de invierno, de Sergio Esquenazi, es la producción cinematográfica reciente del género de terror, realizada en el Río de Plata, que mejor impresión causó en el autor de estas líneas. Los motivos de tan buen concepto se deben al suspenso y la tensión, llevados con maestría, pero también por la sensibilidad que su realizador puso en el desarrollo de los personajes. (www.terrorifilo.com) 
Jorge Carnevale (Revista Noticias) (4 estrellas ****): El cine argentino se asoma al terror con las mejores notas. La película- filmada en un tono azul neblinoso- se torna más y más inquietante con una galería de personajes para no darles la espalda. Una apuesta diferente. A no dejarla pasar.
Revista Vientitrés (4 estrellas ****): Muy bien filmada, la película crea climas inquietantes y produce aquello que promete: buenos sustos y algunos saltos en la butaca.
Diario La Nación (2 estrellas **)  Un muy buen trabajo de cámara, acompañado por una eficaz fotografía, algunos pasajes inquietantes (los registrados en los pasillos de un hospital, por ejemplo), la música (en especial los fragmentos de una efectiva partitura de Erik Satie), los bien dosificados efectos especiales e incluso algunas actuaciones tienen lo suyo. Incluso se nota en el pulso de Esquenazi talento para seguir puliendo. Pero el guion, ese guion que no puede superar las primeras páginas, lo echa todo a perder desde el momento en que el protagonista busca en la Web las palabras zapato y asesinato para dar con la clave de eso que lo afecta al respirar y al mirar por la ventana de su casa. Obviamente, después sobrevendrán otros lugares comunes, como un vídeo revelador con alguna ridiculez, una reencarnación, algún rostro monstruoso y hasta una hoja dentada, muy filosa, lista para decapitar sin ser vista.
Una verdadera lástima, porque se trata de un género que en la Argentina, frente a tanto más de lo mismo, sería bueno que empezara a dar mejores frutos.
Esteban Castromán (Haciendo Cine) (4 estrellas ****): Probablemente, Visitante de invierno sea la encargada de atraer la atención del gran público, ya que es la primera obra argentina de este 
género que se estrena en salas comerciales, a más de 20 años. Y lo hace a través de una lectura esmerada del mejor cine de horror norteamericano,  En ese infierno despoblado llamado en la ficción Villa Mar, la trama avanza entre los límites precarios que separan la vida de la muerte, la verdad de la locura, el amor del miedo. Un paso fundamental y digno para la apertura del género a gran escala en nuestro país. (www.haciendocine.com)
Diego Lerer (Clarín)  (2 estrellas **) Visitante de invierno tiene una más que digna factura técnica, un par de escenas de logrado suspenso y hasta una muy sólida persecución automovilística por Pinamar. El problema es que su guion no es lo suficientemente bueno como para transformarla en un buen producto del género de terror. La premisa del filme es interesante, pero a la media hora el guion empieza a acumular innecesarias complicaciones que van haciendo perder el interés. Es una lástima, porque se ve que hay pericia técnica suficiente, un digno manejo de actores y bastante inteligencia para armar algunas secuencias de suspenso dentro de un formato clásico de terror psicológico. Sólo faltaría darle a esos personajes una trama un poco más consistente, evitar usar esa misma música de Erik Satie y estaremos ante una película lograda.  
Diego Trerotola (Revista El Amante): Para empezar, los NO de la película de Sergio Esquenazi son destacables: 1) no tiene el guiño al fanático incrustado como un gesto congelado de autoconciencia, 2) no tiene la ironía o el catálogo de citas de la cinefilia de género del posterror, 3) no se propone ser ingeniosa ni psicológica ni espectacular como las películas de terror periféricas quienes quieren ser a cualquier precio, aunque se note el cartón pintado. La película zigzaguea entre el thriller atmosférico y el gore, entre el suspenso y la violencia gráfica. Sin regodearse con ninguno de estos tópicos, moviéndose con destreza entre ambos, la película logra concentrar una esencia del terror que vale la pena desarrollar. Esperamos que sea el comienzo del futuro del género. (www.elamante.com)